# Newark (Ohio)
Newark – miasto w Stanach Zjednoczonych, w stanie Ohio. Liczba mieszkańców w 2000 roku wynosiła 46 598.
W mieście rozwinął się przemysł spożywczy, szklarski, elektrotechniczny oraz metalowy.

## Klimat
Miasto leży w strefie klimatu kontynentalnego, z gorącym latem, należącego według klasyfikacji Köppena do strefy Dfa. Średnia temperatura roczna wynosi 10,8°C, a opady 1038,9 mm (w tym do 52,7 cm opadów śniegu). Średnia temperatura najcieplejszego miesiąca - lipca wynosi 22,8°C, najzimniejszego - stycznia -2,2°C, podczas gdy rekordowe temperatury wynoszą odpowiednio 41,1°C i -32,2°C.